# Mojca Kleva

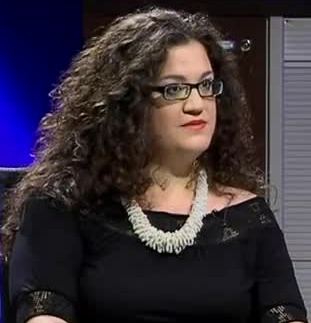
Mojca Kleva (2013)

Mojca Kleva (* 30. März 1976 in Koper) ist eine slowenische Politikerin der SD.
Kleva war von 1999 bis 2009 Mitglied des Rates ihrer Heimatgemeinde. Von 2003 bis 2004 gehörte sie dem Europäischen Parlament als Beobachterin an. 2004 wurde sie in die Staatsversammlung gewählt. 2009 wurde sie ständige Vertreterin des slowenischen Parlaments beim Europäischen Parlament, ehe sie zum 13. April 2011 dort Abgeordnete wurde. Sie rückte für den ausgeschiedenen Zoran Thaler nach.